# Trolldruva
Trolldruva (Actaea spicata)  är en art i familjen ranunkelväxter och förekommer naturligt i Europa och norra Asien. Den är utbredd över hela Norden, men växer inte högt uppe på fjällen. Arten trivs endast i mycket skuggrika lundar och snår med god mylla. 
Dess blomma har oansenligt men dubbelt hylle av 4 båtlika, vitgröna foderblad och 4 mycket korta, vita kronblad, som alla faller av strax efter att blomman öppnat sig. Nektar saknas. Den har en enda pistill. Frukten är ett svart bär med matt glans, som innehåller många frön i två rader. Blommorna luktar som fläderns. 
Blomklasen höjer sig ungefär 1/2 meter över marken och strax nedanför denna breder de fåtaliga men ganska omfångsrika bladen ut sina klart gröna skivor i ett enda plan, som på skuggväxters vanliga vis står nästan alldeles vågrätt. Jordstammen igenkännes på sina köttiga, runda, tätt ringbärande grenar och på de långsträckta övervintringsknopparna som är skyddade av några glesa fjäll. 
Hela växten är giftig, särskilt bären.

## Externa länkar

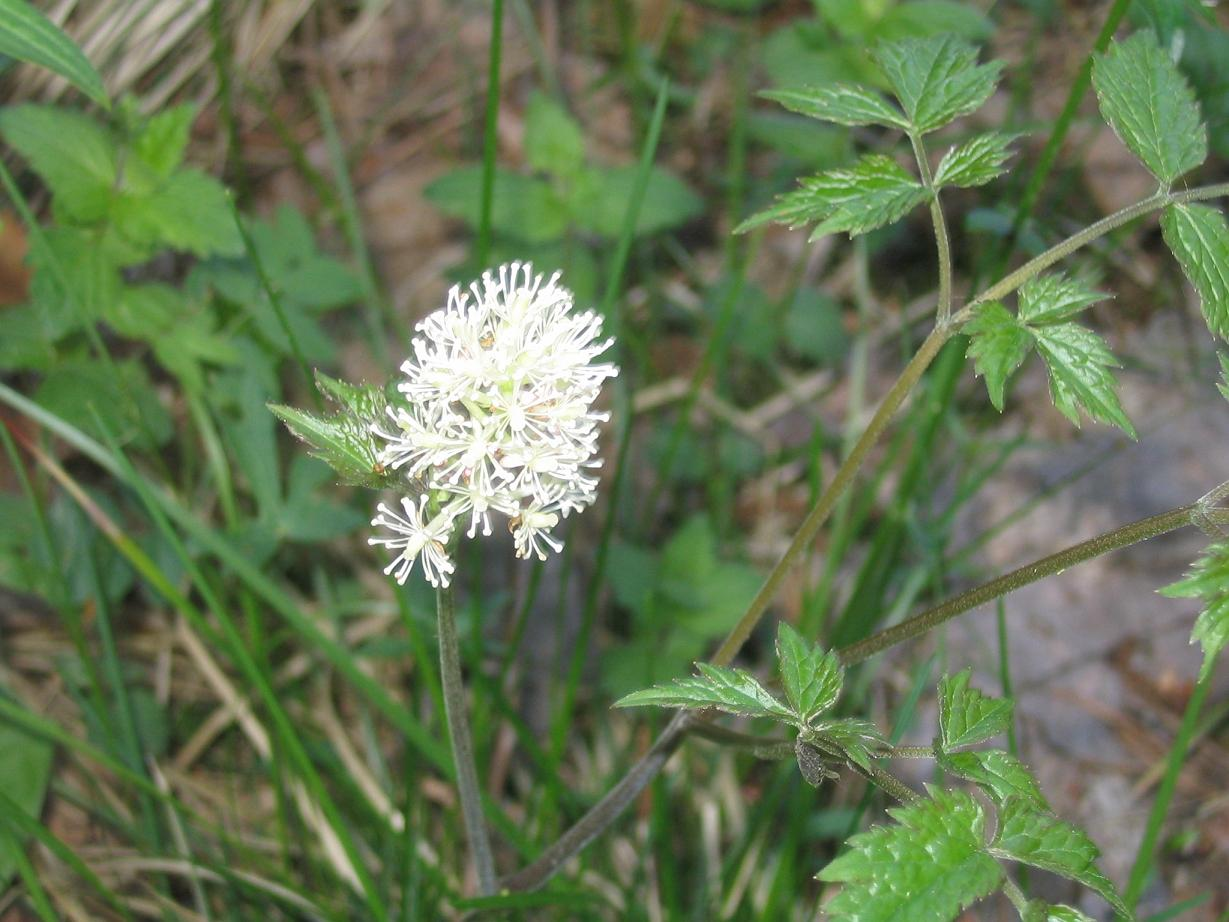
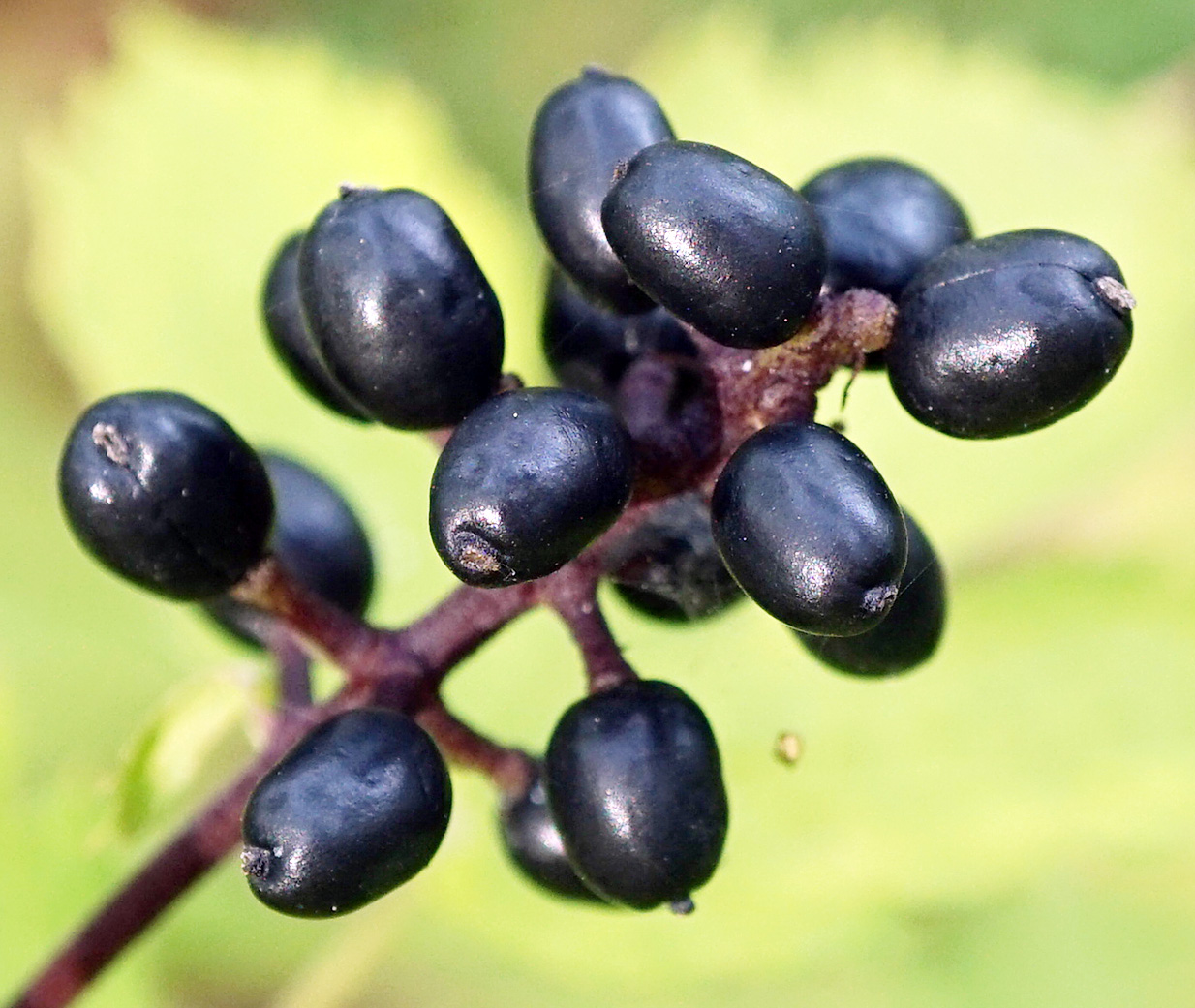
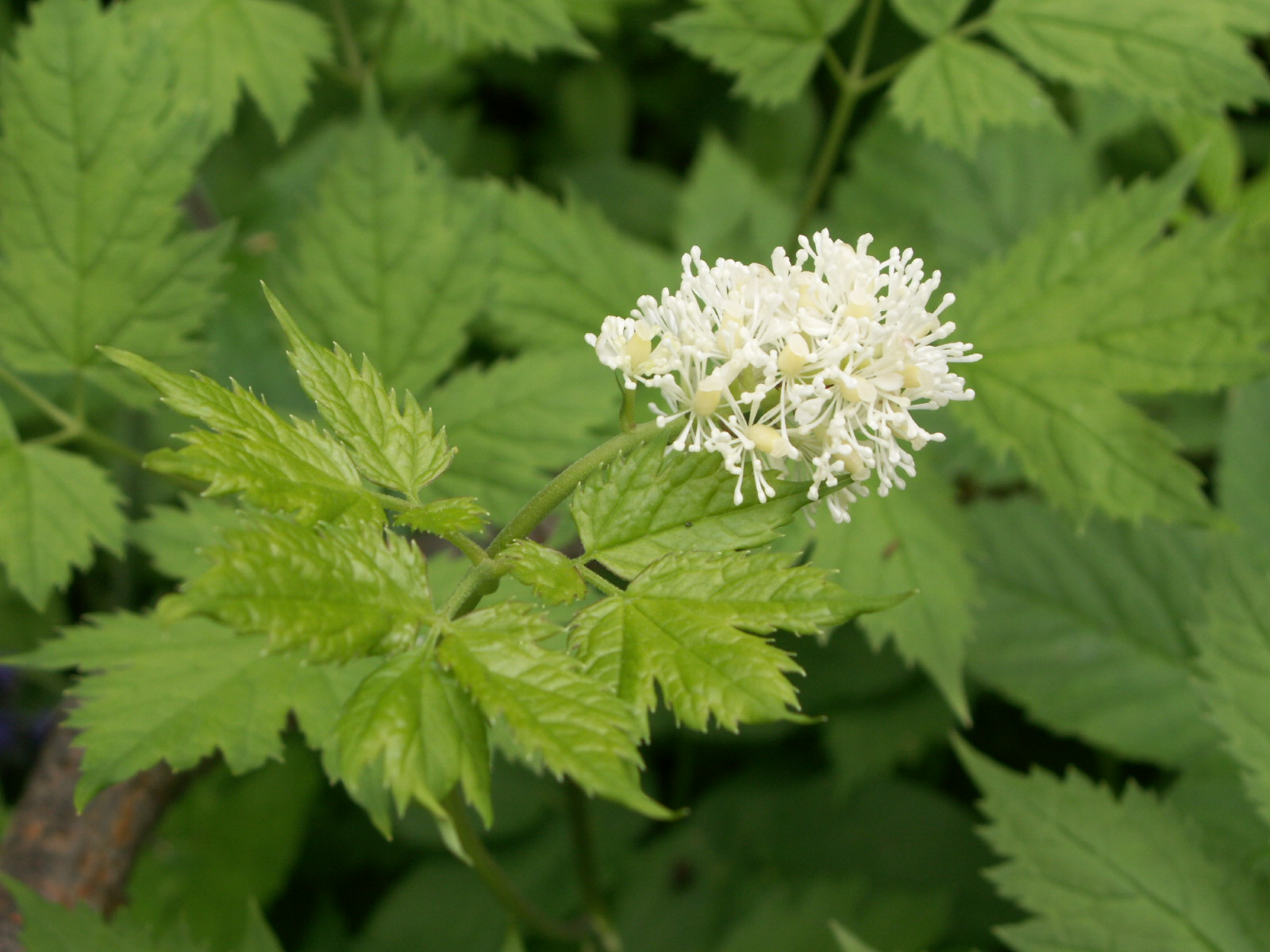
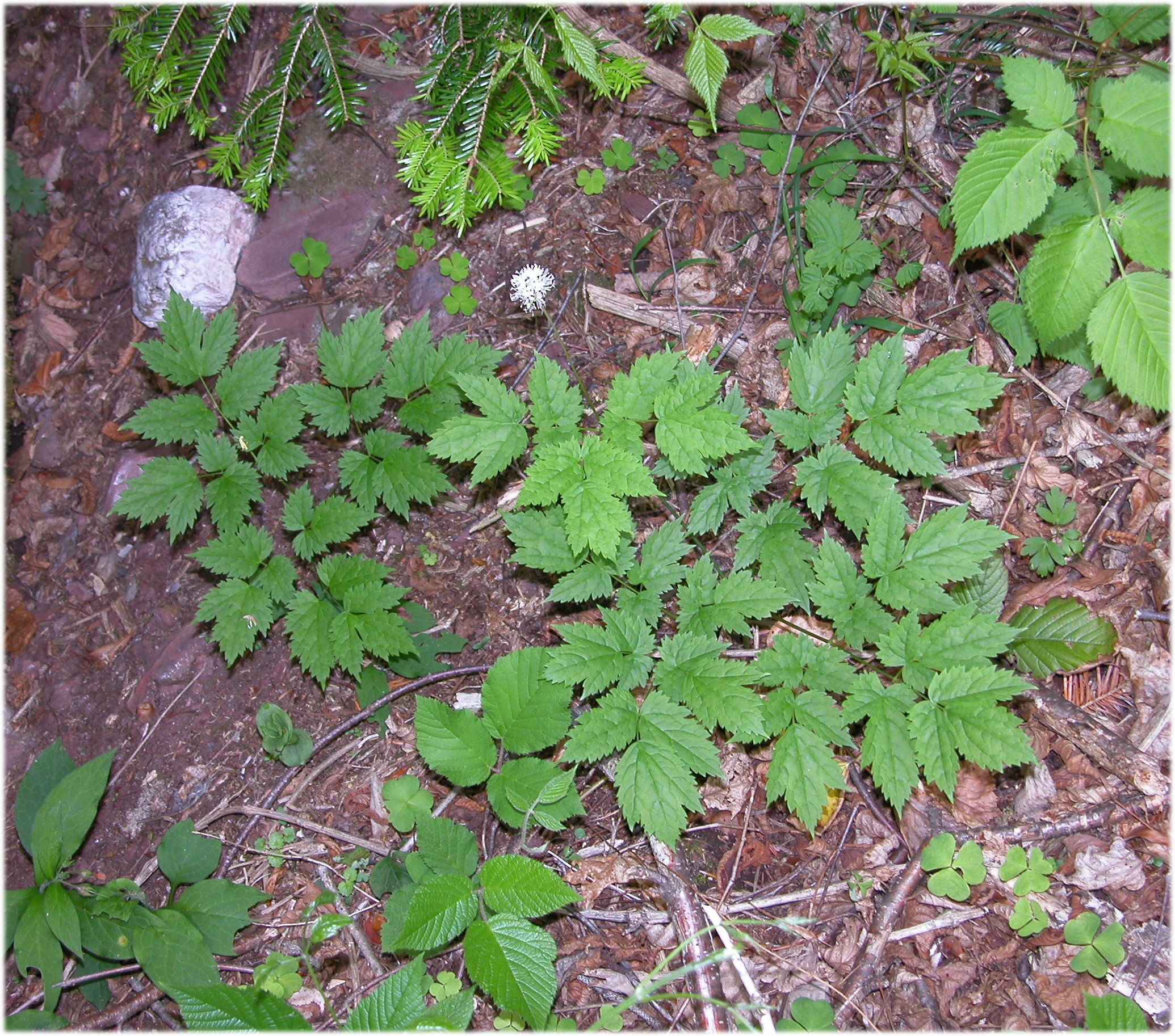